# Guembelina
Guembelina, inicialmente denominado Gümbelina Egger, 1899, es un género de foraminífero planctónico considerado homónimo posterior de Guembelina Kuntze, 1895, y sinónimo posterior de Spiroplecta, el cual ha sido considerado a su vez un sinónimo posterior de Heterohelix de la subfamilia Heterohelicinae, de la familia Heterohelicidae, de la superfamilia Heterohelicoidea, del suborden Globigerinina y del orden Globigerinida. Su especie tipo era Textularia globulosa. Su rango cronoestratigráfico abarcaba el Cretácico.

## Descripción
Su descripción podría coincidir con la del género Heterohelix, ya que Guembelina ha sido considerado un posible sinónimo subjetivo posterior.

## Discusión
El nombre genérico Guembelina fue propuesto para agrupar morfologías enteramente biseriadas, o con un estadio inicial planiespiralado (estas últimas previamente incluidas de forma imprecisa en Heterohelix o en Spiroplecta). Se consideró que la ausencia/presencia del estadio planiespiralado era una expresión de una alternancia de generaciones, siendo el estadio planiespiralado propio de las formas microesféricas. Sin embargo, fue posteriormente considerado por un lado un sinónimo subjetivo posterior de Heterohelix, por incluir especies generalmente agrupadas en este género, y por otro homónimo posterior de Guembelina Kuntze, 1895, taxón que agrupa a microfósiles quitinosos del Carbonífero. Clasificaciones posteriores hubiesen incluido Guembelina en el orden Heterohelicida.

## Clasificación
Guembelina incluía a las siguientes especies:
- Guembelina acervulinoides †
- Guembelina carinata †
- Guembelina excolata †
- Guembelina globulosa †
- Guembelina fructicosa †
- Guembelina midwayensis †
- Guembelina plummerae †
- Guembelina pulchra †
- Guembelina pumilia †
- Guembelina spinifera †

En Guembelina se ha considerado el siguiente subgénero:
- Guembelina (Ventilabrella), aceptado como género Ventilabrella